# Justin Gabriel
Pour les articles homonymes, voir Gabriel.
Paul Lloyd Jr, (né le 3 mars 1981 au Cap, en Afrique du Sud), est un catcheur sud-africain. Il est connu pour son travail à la World Wrestling Entertainment sous le nom de Justin Gabriel de 2008 à 2015.
Il lutte actuellement sous le nom de PJ Black.
En 2008, il signe avec la WWE et part à la Florida Championship Wrestling, où il continue son entraînement. Après ses débuts à NXT, il fait ses débuts dans les divisions principales de la WWE au sein de The Nexus, un clan heel. Il deviendra 3 fois champion par équipe avec Heath Slater.
Il a remporté : une fois le WWP Cruiserweight World Championship, une fois le FCW Florida Tag Team Championship avec Kris Logan, une fois le FCW Florida Heavyweight Championship, trois fois les WWE Tag Team Championships et une fois les Lucha Underground Trios Championships.
Il est un catcheur de seconde génération, son père Paul Lloyd qui luttait sous le nom de The Pink Panther est un promoteur de catch en Afrique du Sud,.

## Carrière

### Frontier Wrestling Alliance (2000-2006)
Lloyd a passé cinq ans au Royaume-Uni, où il s'est entraîné avec l'Académie FWA et a obtenu des diplômes en Graphic Design Web, Personal Training, la nutrition sportive et Body Massage. Il a été formé par Alex Shane et Mark Sloan. En 2003, il fait ses débuts AOF. Il a également fait une apparition dans International Pro Wrestling : Royaume-Uni.

### World Wrestling Professionals (2006-2009)
En 2006, il signe avec la World Wrestling Professionals, une fédération sud-africaine et combat sous le nom de PJ Black. En 2007, il devient le premier WWP Cruserweight World Champion.

### World Wrestling Entertainment (2008-2015)

#### Florida Championship Wrestling et NXT (2008-2010)

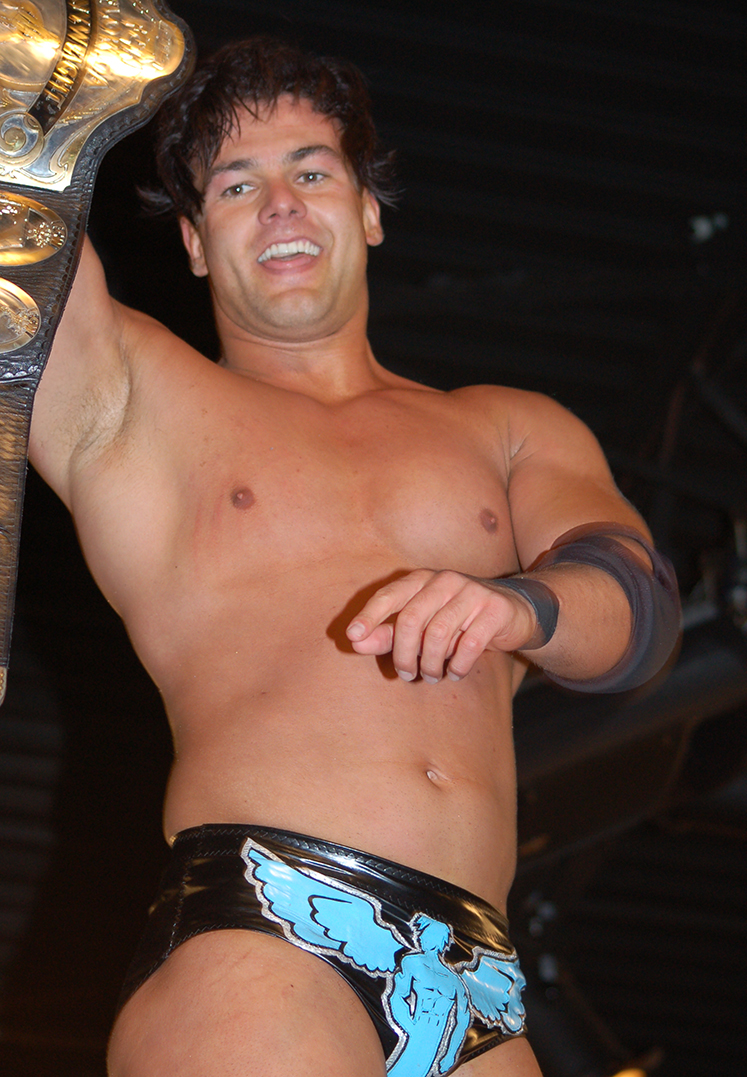
Justin Gabriel étant FCW Florida Heavyweight Champion.

Il signe un contrat de 3 ans avec la WWE et part à la Florida Championship Wrestling en 2008. Le 23 juillet 2009 avec Kris Logan ils gagnent contre Trent Beretta et Caylen Croft et deviennent FCW Florida Tag Team Champion mais ils perdent le titre dans la même soirée face aux Rotundo Brothers.
Le 24 septembre 2009 lors de FCW TV, il défait Heath Slater et devient pour la 1re fois FCW Florida Heavyweight Champion. Le 18 mars, il perd son titre au profit d'Alex Riley.
Il fait ensuite partie du show de la NXT sous le nom de Justin Gabriel où il est entraîné par Matt Hardy.
Lors de la finale de NXT le 1er juin, il perd contre Wade Barrett et David Otunga. Gabriel finit 3e, la saison étant remportée par Wade Barrett.

#### The Nexus (2010-2011)

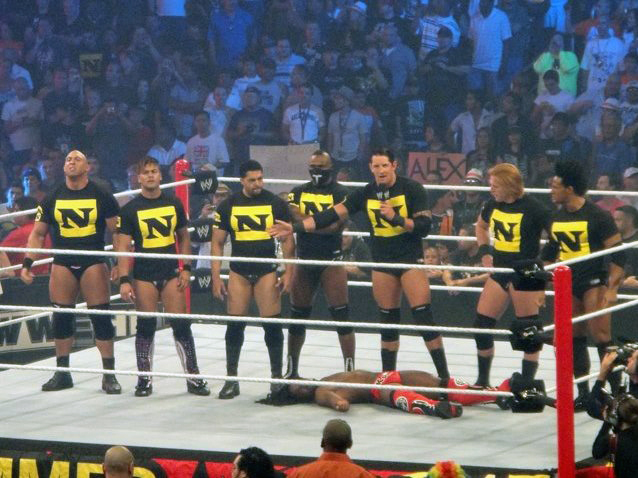
Gabriel (le deuxième en partant de la gauche) avec la Nexus à SummerSlam 2010.

Le 7 juin à Raw, lui et les autres rookies de la saison 1 de NXT attaquent John Cena et CM Punk avant de démolir le ring. Ils effectuent un Heel Turn. Le clan, qui s'appelle The Nexus, est dirigé par Wade Barrett. Pendant les semaines qui suivent, le clan continue d'attaquer les catcheurs et les officiers de la WWE, s'occupant principalement d'intervenir pendant les matchs de John Cena. Une rivalité se forme donc entre la Nexus et Cena, qui emmènent à un match dans le main-event de SummerSlam, où Nexus perd contre l'équipe créée par John Cena composé de ce dernier, Chris Jericho, Edge, Bret Hart, John Morrison, R-Truth et de l'ancien membre de Nexus, Daniel Bryan.
Le lendemain de Bragging Rights, lui et Heath Slater obtiennent les WWE Tag Team Championship lors d'un match contre John Cena (qui a été contraint de rejoindre la Nexus) et David Otunga : en effet, ce dernier subit le tombé pour donner le titre à ses coéquipiers sous les ordres de Wade Barrett. Aux Survivor Series, ils défendent avec succès leurs titres contre Santino Marella et Vladimir Kozlov. Ils perdent les titres lors du Raw du 6 décembre face à Santino Marella et Vladimir Kozlov à la suite suite d'une distraction de John Cena (celui-ci étant viré de la WWE, à la suite de la défaite de Wade Barrett aux Survivor Series), dans un match qui comprenait aussi The Usos et l'équipe Mark Henry et Yoshi Tatsu. À TLC, lui et Slater ne récupèrent pas les titres par équipe, battu par Santino Marella et Vladimir Kozlov par disqualification après une intervention de Michael McGillicutty.
Lors du Raw du 10 janvier 2011, CM Punk devient le nouveau leader de Nexus après que Wade a perdu contre Cena à TLC. Pour prouver leur engagement auprès de lui, CM Punk fait un rite d'initiation, que Justin et Slater n'exécute pas. Ils sont donc exclus du clan.

#### The Corre (2011)
Lors du SmackDown du 14 janvier, lui et Heath Slater rejoignent Wade Barrett et forme le clan The Corre avec Ezekiel Jackson.
À Elimination Chamber, ils battent et remportent les WWE Tag Team Championship face à Santino Marella et Vladimir Kozlov grâce à Ezekiel. Le lendemain à Raw, ils perdent leurs titres face à The Miz et John Cena, mais les regagnent juste après une trahison du Miz sur Cena.
The Corre affronte ensuite Kane, Big Show, Santino Marella et Kofi Kingston à WrestleMania XXVII, match remporté par l'équipe adverse. Le 22 avril à SmackDown, Slater et Gabriel perdent les titres par équipes contre Big Show et Kane. À SmackDown le 29 avril, ils manquent de récupérer les titres contre Big Show et Kane.
Lors du SmackDown du 10 juin, il perd avec Heath Slater et Wade Barrett contre The Usos et Ezekiel Jackson. Plus tard dans la soirée, lui et Slater quittent le clan, qui se dissout.

#### Débuts en solo (2011-2012)

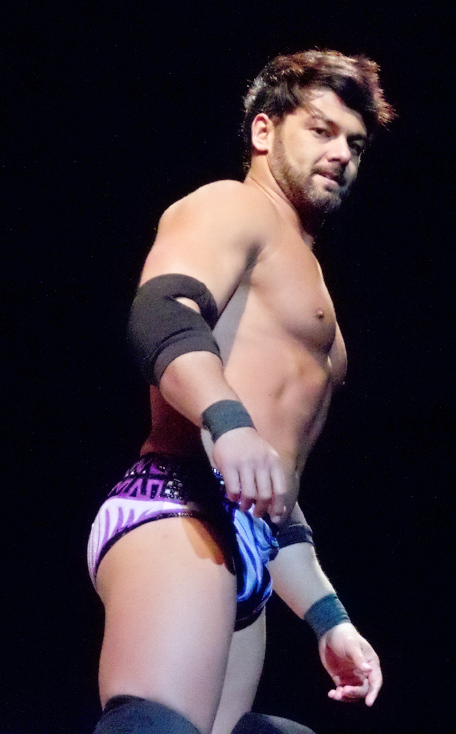
Justin Gabriel en 2012.

Lors du SmackDown du 15 juillet, Justin Gabriel bat Heath Slater et entame par la même occasion un Face Turn.
À Money in the Bank, il ne remporte pas le Money in the Bank de SmackDown à la suite de la victoire de Daniel Bryan.
Le 29 janvier 2012 lors du Royal Rumble, il entre en 5e position et se fait éliminer par Mick Foley et Ricardo Rodriguez.
Lors d'Elimination Chamber, il perd contre Jack Swagger et ne remporte pas le United States Championship.

#### Alliance avec Tyson, retour en solo et départ (2012-2015)
En mars 2012, après un match face à Tyson Kidd, ils décident de faire équipe ensemble afin de récupérer les titres par équipes de la WWE.
Lors de WrestleMania XXVIII, en dark match, Tyson Kidd et lui, comme les Usos, perdent contre Primo et Epico dans un Triple Threat Tag Team match, et ne remportent donc pas les titres par équipes. À la suite de ce match, Justin Gabriel subit une blessure au coude et restera écarté des rings pendant quelques semaines.
À son retour, ils continuent les matches par équipe, notamment à la NXT.
Lors de No Way Out, Tyson Kidd et lui perdent contre Darren Young et Titus O'Neil dans un match qui comprenait aussi les Usos et Epico et Primo. 
Gabriel tente ensuite de remporter le championnat des États-Unis en affrontant le champion Antonio Cesaro à Hell in a Cell, mais ne remportera pas le match.
Gabriel et Kidd participent à un match par équipes à 5 contre 5 à élimination aux Survivor Series, match que son équipe remportera.
En janvier 2013, Justin Gabriel se blesse sérieusement au genou lors d'un house show, et sera absent entre 6 et 7 mois.
Durant les mois suivants, il combat à NXT.
Le 23 novembre 2014 aux Survivor Series, il perd face à Fandango.
Il quitte la WWE le 25 janvier 2015.

### Circuit indépendant (2015-...)

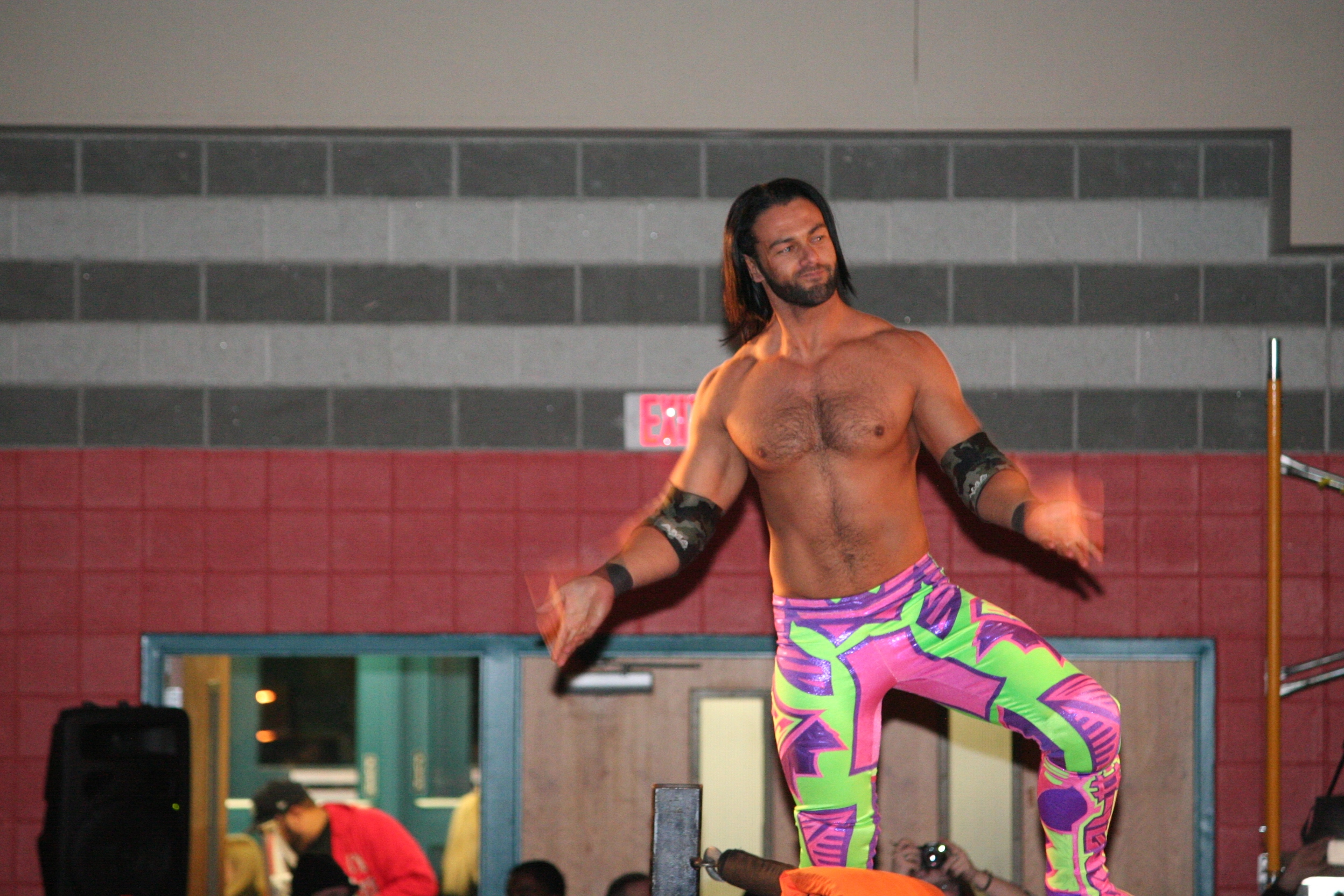
PJ Black en 2015.

Le 25 juillet 2018 lors de Bar Wrestling 15 : Don't Hassle me im Local, il perd contre Willie Mack. Le 2 août lors de Bar Wrestling 16 : Some Days you just can't get rid of a bomb, il gagne avec Taya Valkyrie contre Luchasaurus & Super Panda.
Le 26 octobre lors de PCW ULTRA Possessed, il perd contre Penta El Zero M et ne remporte pas le PCW Heavyweight Championship.
Le 16 janvier 2019 lors de Bar Wrestling 28: The Best City I've Ever Been To, il perd contre Brian Cage

### Global Force Wrestling (2015)
Le 6 mai, Lloyd signe un contrat avec la Global Force Wrestling. Le 23 octobre, il bat TJ Perkins, Jigsaw et Virgil Flynn et remporte le GFW NEX*GEN Championship.

### Total Nonstop Action Wrestling (2015)
Le 27 juillet, il fait ses débuts à la TNA dans le cadre du partenaire entre la GFW et TNA, il gagne contre Chris Masters, Eric Young, Lashley et Robbie E dans le King Of The Mountain Match et il remporte le TNA King Of The Mountain Championship.
Le 2 septembre, il perd le titre contre Bobby Roode.

### Lucha Underground (2016-2019)
Il fait ses débuts à la Lucha Underground le 3 février en perdant contre The Mack.
Le 25 mai, Taya révèle à PJ Black et Jack Evans que leur partenaire Fénix a été blessé par Mundo. Mundo se révèle comme étant le remplaçant de Fénix pour leur match. Plus tard dans la soirée, Mundo, Evans et Black battent Dragon Azteca Jr., Prince Puma et Rey Mysterio et remportent les Lucha Underground Trios Championship, leur premier championnat pour chacun dans la Lucha Underground.
Lors de Ultima Lucha Dos, ils perdent les titres contre Aero Star, Drago et Fénix.

### Chikara (2018)
Le 31 août 2018 lors du premier jour de CHIKARA King of Trios 2018, il reforme partiellement la Nexus avec Fred Rosser (anciennement Darren Young) et Tyrone Evans (anciennement Michael Tarver) et ensemble ils battent Juan Francisco De Coronado, Rick Roland et Sloan Caprice. Le 1er septembre lors du deuxième jour de CHIKARA King of Trios 2018, ils perdent contre Brian Milonas, Cam Zagami & Chris Dickinson.

### Ring of Honor (2018-2021)
Le 13 janvier 2019 lors de Honor Reigns Supreme 2019, il perd contre Bandido.

### New Japan Pro Wrestling (2020-2021)
Le 15 août 2020, PJ Black fait ses débuts à la NJPW lors d'un épisode de Strong, gagnant avec Blake Christian & Misterioso Jr contre ACH, TJP & Alex Zayne.

### Retour à Impact Wrestling (2022-...)
Le 20 octobre 2022, il est annoncé comme participant pour le tournoi pour couronner un nouveau Impact X Division Champion.

## Palmarès
- Destiny Wrestling
  - 1 fois Destiny World Champion
- Florida Championship Wrestling
  - 1 fois FCW Florida Heavyweight Champion
  - 1 fois FCW Florida Tag Team Champion avec Kris Logan
- German Wrestling Federation
  - 1 fois GWF Berlin Champion[23]
- Global Force Wrestling
  - 1 fois GFW NEX*GEN Champion
  - GFW NEX*GEN Championship Tournament (2015)
- Lucha Underground
  - 1 fois Lucha Underground Trios Championship avec Jack Evans et Johnny Mundo
- Total Nonstop Action Wrestling
  - 1 fois TNA King Of The Mountain Champion
  - King of The Mountain (2015)
- World Wrestling Entertainment
  - 3 fois WWE Tag Team Champion avec Heath Slater
  - Slammy Award du Moment le plus choquant de l'année (2010) - Pour les débuts de la Nexus.
- World Wrestling Professionals
  - 1 fois WWP World Cruiserweight Champion

## Récompenses de magazines
- Pro Wrestling Illustrated

| Année | 2010 | 2011 | 2012 | 2013 | 2014 | 2015 | 2016 | 2017 |
| ----- | ---- | ---- | ---- | ---- | ---- | ---- | ---- | ---- |
| Rang  | 141  | 61   | 100  | 84   | 136  | 126  | 141  | 321  |